# Joseph J. Lilley
Joseph J. Lilley (* 16. August 1913 in Providence, Rhode Island; † 1. Januar 1971 in North Hollywood, Kalifornien) war ein US-amerikanischer Komponist, Arrangeur und Dirigent. Er schuf einige namhafte musikalische Werke für das Kino der 1950er und 1960er Jahre, darunter Kompositionen für Filme wie Hochzeitsparade, Der Ladenhüter, Acapulco, König der heißen Rhythmen oder Seemann, ahoi!.

## Leben und Karriere
Joseph J. Lilley wurde 1913 in Providence, im Bundesstaat Rhode Island geboren. Er studierte Musik an der renommierten Juilliard School und in Nizza in Frankreich. Seit Ende der 1930er Jahre arbeitete er dann in Hollywood überwiegend als musikalischer Leiter, Orchestrator und Dirigent bei Paramount Pictures, zu Beginn seiner Karriere erst sporadisch als eigenständiger Komponist und Songwriter, später häuften sich auch die Arbeiten in diesem Tätigkeitsbereich. Seit 1947 war er Mitglied der ASCAP.
Zu Beginn der 1940er Jahre schrieb Lilley das Lied (I've Got Spurs That) Jingle Jangle Jingle was ihm auch eine gewisse Popularität als Songwriter einbrachte.
Seit 1944 komponierte er auch selbst die Musik zu Kinoproduktionen, am Anfang zu einigen Kurzfilmen noch ohne eigene Credits, seit dem Spielfilm Mädchen für Hollywood im Jahre 1947 dann auch unter eigenem Namen. Es entstanden die Musiken für Filme wie Der große Liebhaber, Hochzeitsparade, Schrecken der Division, Komödiantenkinder, Ein Schuß und 50 Tote, Café Europa, Blaues Hawaii, Girls! Girls! Girls! oder Südsee-Paradies. Mehrfach arbeitete er darunter für Filme mit Stars wie Bob Hope, Jerry Lewis oder Elvis Presley. 1960 wurde er zusammen mit Nelson Riddle für seine Arbeit für das Musical Li’l Abner von Regisseur Melvin Frank mit einer Oscar-Nominierung geehrt.
Lilley komponierte in seiner Karriere die Musik zu über 25 Kinofilmem, orchestrierte die Musik für über 80 Filme, und steuerte darüber hinaus bei über 15 Produktionen zusätzliche Musik zum Film bei, ohne dafür in den Credits Erwähnung zu finden. Zusammen mit dem Komponisten und Arrangeuren Johnny Green und Conrad Salinger gehörte er in den 1950er Jahren zu den gefragtesten Vertretern seines Faches in Hollywood. Lilley starb am 1. Januar 1971 nach langer Krankheit im Alter von 57 Jahren.

## Auszeichnungen
- 1960: Oscar-Nominierung in der Kategorie Beste Filmmusik (Musical) bei der Verleihung 1960 für Li’l Abner zusammen mit Nelson Riddle

## Filmografie (Auswahl)
- 1944: Here Come the Waves
- 1947: Mit Gesang geht alles besser (Welcome Stranger) (Textarrangements)
- 1947: Mädchen für Hollywood (Variety Girl)
- 1949: Der große Liebhaber (The Great Lover)
- 1950: Krach mit der Kompanie (At War with the Army)
- 1951: Hochzeitsparade (Here Comes the Groom)
- 1951: SOS – Zwei Schwiegermütter (The Mating Season)
- 1951: Der Prügelknabe (The Stooge)
- 1952: Seemann paß auf (Sailor Beware)
- 1952: Schrecken der Division (Jumping Jacks)
- 1952: Nur für Dich (Just for You)
- 1952: Der Weg nach Bali (Road to Bali)
- 1963: Papa’s Delicate Condition
- 1953: Der Tolpatsch (The Caddy)
- 1954: Weiße Weihnachten (White Christmas)
- 1955: Komödiantenkinder (The Seven Little Foys)
- 1956: Ich heirate meine Frau (That Certain Feeling)
- 1957: Schöne Frauen, harte Dollars (Beau James)
- 1958: Falsches Geld und echte Kurven (Paris Holiday)
- 1959: Ein Schuß und 50 Tote (Alias Jesse James)
- 1959: Li’l Abner
- 1960: Café Europa (G.I. Blues)
- 1961: Blaues Hawaii (Blue Hawaii)
- 1962: Girls! Girls! Girls!
- 1963: Papa’s Delicate Condition
- 1963: Der Ladenhüter (Who's Minding the Store?)
- 1963: Acapulco (Fun in Acapulco)
- 1964: König der heißen Rhythmen (Roustabout)
- 1964: Der Tölpel vom Dienst (The Disorderly Orderly)
- 1966: Südsee-Paradies (Paradise, Hawaiian Style)
- 1967: Seemann, ahoi! (Easy Come, Easy Go)
- 1969: Missgeschick und Eheglück (How to Commit Marriage)